# Saint-Couat-d’Aude
Saint-Couat-d’Aude – miejscowość i gmina we Francji, w regionie Oksytania, w departamencie Aude. Przez gminę przepływa rzeka Aude.
Według danych na rok 1990 gminę zamieszkiwało 286 osób, a gęstość zaludnienia wynosiła 53 osoby/km² (wśród 1545 gmin Langwedocji-Roussillon Saint-Couat-d’Aude plasuje się na 635. miejscu pod względem liczby ludności, natomiast pod względem powierzchni na miejscu 992.).

## Zabytki
Zabytki w miejscowości posiadające status Monument historique:
- kościół Saint-Cucufat (Église Saint-Cucufat)